# Sergio Olmos
Sergio Olmos Pardo (Elda, Alicante 21 de septiembre de 1986) es un jugador de baloncesto español. Con 2.13 de estatura, juega en el puesto de pívot. 
Ha sido internacional U20 y U18 con la Selección española.

## Trayectoria
Comenzó a jugar en el C.B ELDA, y después pasó por la cantera del Valencia Basket, a los 17 años amplio sus fronteras marchándose a Estados Unidos, a la Universidad de Temple. La primera temporada se lesionó y no pudo jugar ningún partido, pero en las siguientes temporadas rindió a un buen nivel. Fue incluido en el quinteto ideal del Atlantic. En este equipo NCAA completó el ciclo universitario de cuatro temporadas, ayudando a su equipo a colarse en la campaña 2008-09 en el March Madness. Fue en su año sénior en el que cuajó sus mejores estadísticas: 8.4 puntos, 4.1 rebotes y 1.4 tapones.
Su desembarco en el profesionalismo lo dio en su regreso a España, en la Adecco LEB Oro. Concretamente, en el UB La Palma que rozó el play-off, donde promedió 6.8 puntos y 4.6 rebotes.
En la temporada 2010-11 juega en el Club Deportivo Maristas Palencia procedente del Unión Baloncesto La Palma, acreditando los siguientes números: 4.3 puntos (56.5% T2, 62.7% TL), 3.6 rebotes y 4.9 de valoración en casi 15 minutos por encuentro. Sus mejores prestaciones las ofreció en el play-out, resultando un hombre importante en la salvación de los palentinos.
En la temporada 2011-12 firma en el Club Bàsquet Tarragona, pero no llega a empezar la temporada ya que el pívot español de 2.13 de estatura firma por dos meses con el Power Electronics Valencia y deja el Tarragona Bàsquet 2017 para ayudar en los entrenamientos alargar la rotación de hombres altos del equipo valenciano en la Liga ACB.
En enero de 2012 firma con el Cáceres Patrimonio de la Humanidad de la Liga LEB Oro. Tras disputar 14 encuentros de liga regular con el conjunto extremeño en los que firmó unos números de 7 puntos y 5,6 rebotes por partido, y ayudar a que el club lograra su mejor resultado de la historia al alcanzar las semifinales de ascenso a la liga Endesa, a finales de julio se confirmó su fichaje por el Autocid Ford Burgos también de LEB Oro. En Burgos, Olmos colaboró en los tres ascensos consecutivos frustrados del conjunto burgalés a la ACB.
En la temporada 2014-2015, promedió seis puntos, cuatro rebotes y un tapón por partido en un total de 28 encuentros. Olmos es un pívot bastante habilidoso, a pesar de su gran altura, y reconocido en el conjunto burgalés por su capacidad para anotar dentro de la zona. 
En 2015, el Leyma Básquet Coruña anunció el fichaje por una temporada de Sergio, que llega libre después de finalizar su contrato con el Autocid Ford Burgos. En Coruña Sergio pasó tres temporadas en las que el equipo coruñés se metió siempre en play-offs, estando a punto de meterse en la final en la 2015-16.
El 18 de junio de 2018 se hace oficial por parte del Fundación Club Baloncesto Granada el fichaje del pívot alicantino, que disputará una nueva temporada en Liga Española de Baloncesto Oro , esta vez, de la mano del equipo granadino.